# Џои Крејмер
Џозеф Мајкл Крејмер (енгл. Joseph Michael Kramer; 21. јун 1950) амерички је музичар, бубњар рок групе Аеросмит.